# STEVE
STEVE (backronym for Strong Thermal Emission Velocity Enhancement) er et atmosfærisk optisk fænomen, der fremstår som et lilla og grønt lysbånd på nattehimlen, navngivet i slutningen af 2016 af polarlys-iagttagere fra Alberta, Canada. Ifølge analyse af satellitdata fra European Space Agency's Swarm-mission, er fænomenet forårsaget af et 25 km bredt bånd af varmt plasma, i en højde af 450 km i termosfæren med en temperatur på 3.000 °C og flyder med en hastighed på 6 km/s (sammenlignet med 10 m/s uden for båndet). Fænomenet er ikke sjældent, men var ikke blevet undersøgt og beskrevet videnskabeligt før det tidspunkt.
Navnet Steve var oprindeligt en reference til animationsfilmen Over hækken fra 2006 hvor en gruppe dyr beslutter at kalde noget ukendt for Steve. Efterfølgende foreslog astrofysikeren Robert Lysak at ændre navnet Steve til et backronym for "Strong Thermal Emission Velocity Enhancement".